# Cercocladia novicia
Cercocladia novicia là một loài bướm đêm thuộc phân họ Arctiinae, họ Erebidae.